# لوتو آرنا
لوتو آرنا (انگلیسی: Lotto Arena) ورزشگاه سرپوشیده در آنتورپ، بلژیک است؛ که برای استفاده‌های چند منظوره از جمله بسکتبال و هاکی با اسپانسریه شرکت (لوتو ی ایتالیا) ساخته شده‌است